# Rudersdorf (Burgenland)
Rudersdorf (węg. Radafalva) – gmina targowa w Austrii, w kraju związkowym Burgenland, w powiecie Jennersdorf. Według Austriackiego Urzędu Statystycznego liczyła 2,19 tys. mieszkańców (1 stycznia 2014).